# Ctenitis mexicana
Ctenitis mexicana är en träjonväxtart som beskrevs av Alan Reid Smith. Ctenitis mexicana ingår i släktet Ctenitis och familjen Dryopteridaceae. Inga underarter finns listade.